# Птара
Птара, Птора — река в России, протекает в Калужской области. Левый приток Оки.

## География
Река Птара берёт начало у деревни Егорьево. Течёт на восток. Устье реки находится неподалёку от деревни Ладыгино в 1152 км по левому берегу реки Ока. Длина реки составляет 27 км, площадь водосборного бассейна — 108 км².

## Данные водного реестра
По данным государственного водного реестра России относится к Окскому бассейновому округу, водохозяйственный участок реки — Ока от города Белёв до города Калуга, без рек Упа и Угра, речной подбассейн реки — бассейны притоков Оки до впадения Мокши. Речной бассейн реки — Ока.
По данным геоинформационной системы водохозяйственного районирования территории РФ, подготовленной Федеральным агентством водных ресурсов:
- Код водного объекта в государственном водном реестре — 09010100512110000020391
- Код по гидрологической изученности (ГИ) — 110002039
- Код бассейна — 09.01.01.005
- Номер тома по ГИ — 10
- Выпуск по ГИ — 0